# Akalyptoischion atrichos
Akalyptoischion atrichos es una especie de coleóptero de la familia Latridiidae.

## Distribución geográfica
Habita en California  (Estados Unidos).